# Ibn al-Dubaythī al-Wāsiṭī
 (décembre 2022).
La mise en forme du texte ne suit pas les recommandations de Wikipédia : il faut le « wikifier ».
Les points d'amélioration suivants sont les cas les plus fréquents :
- Les titres sont pré-formatés par le logiciel. Ils ne sont ni en capitales, ni en gras.
- Le texte ne doit pas être écrit en capitales (les noms de famille non plus), ni en gras, ni en italique, ni en « petit »…
- Le gras n'est utilisé que pour surligner le titre de l'article dans l'introduction, une seule fois.
- L'italique est rarement utilisé : mots en langue étrangère, titres d'œuvres, noms de bateaux, etc.
- Les citations ne sont pas en italique mais en corps de texte normal. Elles sont entourées par des guillemets français : « et ».
- Les listes à puces sont à éviter, des paragraphes rédigés étant largement préférés. Les tableaux sont à réserver à la présentation de données structurées (résultats, etc.).
- Les appels de note de bas de page (petits chiffres en exposant, introduits par l'outil «  Source ») sont à placer entre la fin de phrase et le point final[comme ça].
- Les liens internes (vers d'autres articles de Wikipédia) sont à choisir avec parcimonie. Créez des liens vers des articles approfondissant le sujet. Les termes génériques sans rapport avec le sujet sont à éviter, ainsi que les répétitions de liens vers un même terme.
- Les liens externes sont à placer uniquement dans une section « Liens externes », à la fin de l'article. Ces liens sont à choisir avec parcimonie suivant les règles définies. Si un lien sert de source à l'article, son insertion dans le texte est à faire par les notes de bas de page.
- La présentation des références doit suivre les conventions bibliographiques. Il est recommandé d'utiliser les modèles {{Ouvrage}}, {{Chapitre}}, {{Article}}, {{Lien web}} et/ou {{Bibliographie}}. Le mode d'édition visuel peut mettre en forme automatiquement les références.
- Insérer une infobox (cadre d'informations à droite) n'est pas obligatoire pour parachever la mise en page.

Pour une aide détaillée, merci de consulter Aide:Wikification.
Si vous pensez que ces points ont été résolus, vous pouvez retirer ce bandeau et améliorer la mise en forme d'un autre article.
 (décembre 2022).
Ibn al-Dubaythī al-Wāsiṭī — (ابن الدبيثي الواسطي) est un historien et traditionniste (muhaddith) de la fin du XIIe siècle, originaire de la province de Wasit en Irak et mort à Bagdad en 1239.

## Biographie
Jamāl al-Dīn Abūu ‘Abd Allāh Muḥammad b. Saʻid b. Yahyā b. ‘Alī b. al-Ḥajjāj al-Wāsitī, Ibn al-Dubaythī, né en juin 1163 à Wāsiṭ (558 de l’hégire) et mort en novembre 1239 à Bagdad (637 de l’hégire), est un historien (et transmetteur de hadith) irakien.
C’est dans sa ville d’origine qu'il se forme en étudiant le Coran et les hadiths, avant de s’installer à Bagdad après avoir effectué son pèlerinage à La Mecque en 1183 (579 H).
Il étudie à Bagdad le fiqh chaféite, la lecture du Coran, le hadith et l’adab auprès de ses précepteurs issus d’Irak, du Hedjaz et d’Egypte.

## Ses travaux
Ibn al-Dubaythī al-Wāsiṭī, est l’auteur de trois œuvres dont deux qui ne nous sont pas parvenues mais qui sont citées par ses successeurs. La première est une liste de tous ses précepteurs. Le second ouvrages est un Ta’rīkh Wāsiṭ dans lequel il écrit l’histoire de sa ville natale, Wāsiṭ. L’ouvrage qui nous est parvenu s’intitule Dhayl ta’rīkh Baghdād, un dictionnaire biographique de tous les maîtres de Bagdad, mais un-quart de l’ouvrage original a été perdu, le peu qui nous est parvenu fut édité en 2006 à Beyrouth.

## Dhayl ta’rikh Baghdad
Ce manuscrit se veut être la continuité soit un dhayl du travail perdu de Abu Sa’d Al-Sam’ani qui lui-même avait continué le travail de Al-Baghdadi qui est Ta’rikh Bagdad. Le travail de Ibn al-Dubaythi a été de rajouter le nom des précepteurs morts après Al-Sam’ani. Certains des personnages cités dans l’ouvrage de Ibn Al-Dubaythi étaient des précepteurs qu'il connaissait personnellement.
A sa mort en 1239 c’est son élève Ibn-al-Najjār, qui continua son travail. Un résumé de son histoire fut faite par Al-Dhahabi à des fins personnelles sous le nom de al-Mukhtaṣar al-muḥtāj ilayhi min taʾrīkh Ibn al-Dubaythī.
Un ouvrage qui est donc une biographie des précepteurs religieux de Bagdad mais aussi de l'élite judiciaire et gouvernante, et du monde soufis et son rapport avec le monde des savants C'est un ouvrage qui nous renseigne sur la topographie de Bagdad, les manières d’enseigner, l’administration mais aussi les méthodes utilisées pour la transmission de la tradition et des hadiths.